# Paasbest

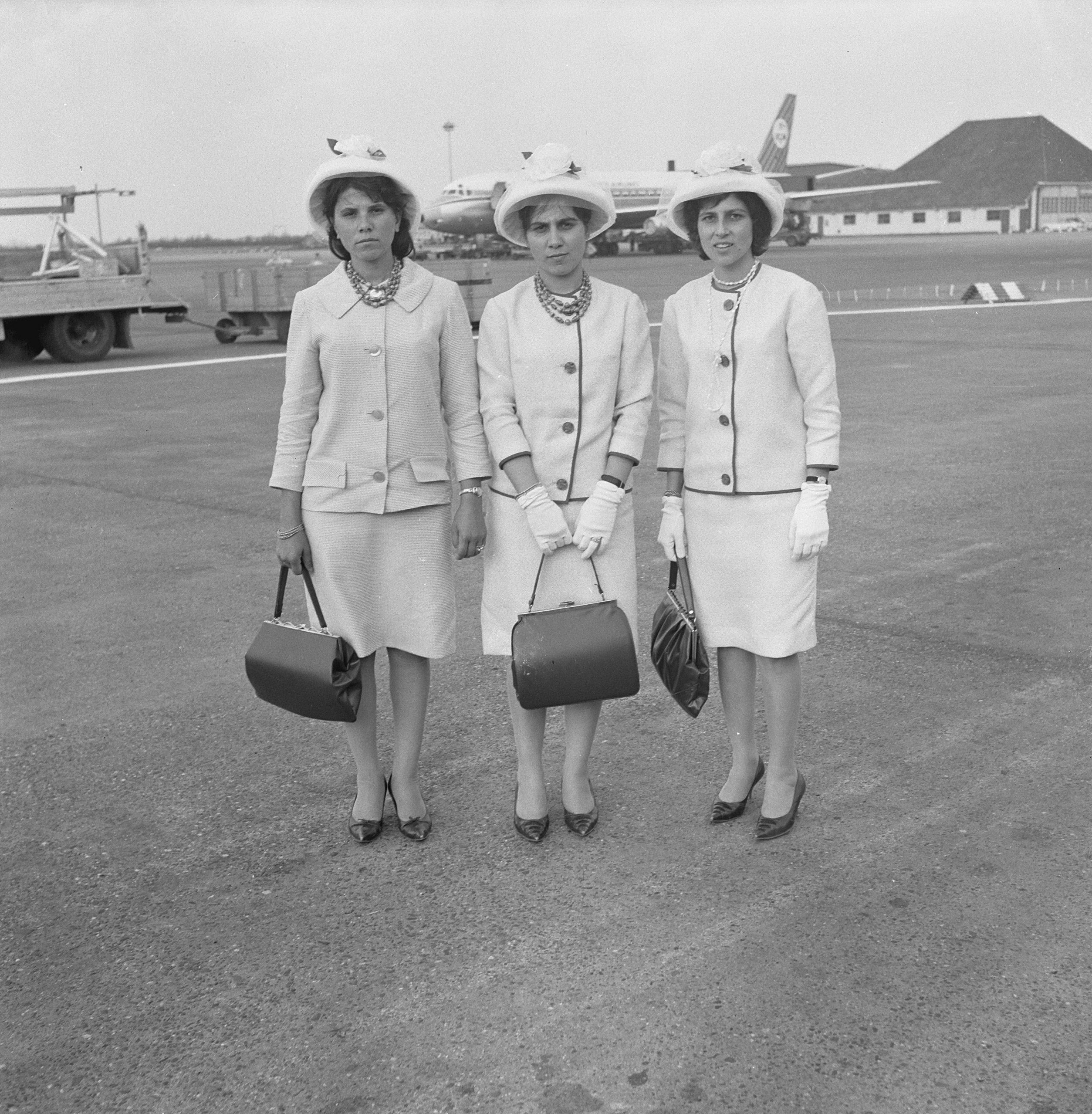
Op zijn paasbest gekleed

De term op zijn paasbest wordt gewoonlijk gebruikt voor iemand die op zijn of haar mooist gekleed is.
De term voert terug op het katholieke gebruik waarbij men in elk geval eens per jaar ter communie ging, en wel met Pasen. De paasmis en -communie was zelfs verplicht op straffe van het begaan van een doodzonde. Men kon de communie echter slechts ontvangen in staat van genade. Voordien moest men dus te biechten gaan, waarbij dus de dagelijkse zonden, en in elk geval de doodzonden moesten worden opgebiecht en door de biecht afnemende geestelijke vergeven worden.
Tijdens de paasmis werd gewoonlijk niet alleen het innerlijk, maar ook het uiterlijk in het nieuw gestoken. Sommigen gingen slechts eenmaal per jaar in bad, en wel bij deze gelegenheid.
Los daarvan was het ook de tijd dat het hele huis grondig werd schoongemaakt: de voorjaarsschoonmaak. Het stookseizoen kwam abrupt ten einde -ongeacht het weer of de datum waarop Pasen viel- en de eventuele kolenkachel werd pas in het najaar weer aangemaakt.
Nu al deze gebruiken bijna niet meer bestaan wordt het gezegde vooral nog in overdrachtelijke zin gebruikt. Het heeft dan vooral betrekking op het dragen van nieuwe, feestelijke, kleding.